# 納雷港
納雷港是哥倫比亞的城鎮，位於該國北部，由安蒂奧基亞省負責管轄，距離首府麥德林191公里，始建於1857年，面積660平方公里，海拔高度125米，2002年人口17,539。
6°11′30″N 74°35′12″W / 6.19167°N 74.5867°W